# 하나와선
하나와선(일본어: 花輪線)은 일본 이와테현 모리오카시에 있는 고마역부터 아키타현 오다테시에 있는 오다테역을 잇는 동일본 여객철도의 철도 노선(지방 교통선)이다.

## 노선 정보
- 관할 (사업 종별) : 동일본 여객철도 (제 1 종 철도사업자)
- 구간 (영업 거리) : 고마 역 - 오다테 역 106.9km
- 역 수 : 27 (기종점역 포함)
  - 하나와 선 소속 역으로 한정된 경우, 종점의 오다테 역(오우 본선 소속)이 제외되어, 26역이 된다. 게다가, 기점의 고마 역은 옛날 도호쿠 본선 소속이었지만, 동시의 IGR 이와테 은하 철도로의 이관에 의해, JR의 역으로서는 하나와 선 소속 역으로 변경되었다.
- 궤간] : 1067mm
- 복선화 구간 : 없음 (전 구간 단선)
- 전철화 구간 : 없음 (전 구간 비 전철화)
- 폐색 방식 : 특수 자동 폐색식 (궤도 회로 검지식)
- 최고 속도 : 85km/h
- 운전 지령소 : 모리오카 종합 지령실 (CTC)

## 역 목록
| 역명             | 일어 역명  | 역간 거리 | 영업 거리 | 접속 노선                                                     | 소재지   | 소재지       |
| ---------------- | ---------- | --------- | --------- | ------------------------------------------------------------- | -------- | ------------ |
| 고마             | 好摩       | -         | 0.0       | IGR 이와테 은하 철도 이와테 은하 철도선 (모리오카역까지 직통) | 이와테현 | 모리오카시   |
| 히가시오부케     | 東大更     | 4.9       | 4.9       |                                                               | 이와테현 | 하치만타이시 |
| 오부케           | 大更       | 4.1       | 9.0       |                                                               | 이와테현 | 하치만타이시 |
| 다이라다테       | 平舘       | 4.7       | 13.7      |                                                               | 이와테현 | 하치만타이시 |
| 기타모리         | 北森       | 1.9       | 15.6      |                                                               | 이와테현 | 하치만타이시 |
| 마쓰오하치만타이 | 松尾八幡平 | 2.2       | 17.8      |                                                               | 이와테현 | 하치만타이시 |
| 앗피코겐         | 安比高原   | 7.2       | 25.0      |                                                               | 이와테현 | 하치만타이시 |
| 아카사카타       | 赤坂田     | 5.0       | 30.0      |                                                               | 이와테현 | 하치만타이시 |
| 고야노하타       | 小屋の畑   | 3.6       | 33.6      |                                                               | 이와테현 | 하치만타이시 |
| 아라야신마치     | 荒屋新町   | 4.0       | 37.6      |                                                               | 이와테현 | 하치만타이시 |
| 요코마           | 横間       | 2.7       | 40.3      |                                                               | 이와테현 | 하치만타이시 |
| 다야마           | 田山       | 8.8       | 49.1      |                                                               | 이와테현 | 하치만타이시 |
| 아니하타         | 兄畑       | 6.7       | 55.8      |                                                               | 이와테현 | 하치만타이시 |
| 유제온센         | 湯瀬温泉   | 4.1       | 59.9      |                                                               | 아키타현 | 가즈노시     |
| 하치만타이       | 八幡平     | 4.3       | 64.2      |                                                               | 아키타현 | 가즈노시     |
| 리쿠추오사토     | 陸中大里   | 1.9       | 66.1      |                                                               | 아키타현 | 가즈노시     |
| 가즈노하나와     | 鹿角花輪   | 3.6       | 69.7      |                                                               | 아키타현 | 가즈노시     |
| 시바히라         | 柴平       | 4.7       | 74.4      |                                                               | 아키타현 | 가즈노시     |
| 도와다미나미     | 十和田南   | 3.3       | 77.7      |                                                               | 아키타현 | 가즈노시     |
| 스에히로         | 末広       | 4.5       | 82.2      |                                                               | 아키타현 | 가즈노시     |
| 도부카이         | 土深井     | 2.4       | 84.6      |                                                               | 아키타현 | 가즈노시     |
| 사와지리         | 沢尻       | 2.0       | 86.6      |                                                               | 아키타현 | 오다테시     |
| 주니쇼           | 十二所     | 3.0       | 89.6      |                                                               | 아키타현 | 오다테시     |
| 오타키온센       | 大滝温泉   | 2.5       | 92.1      |                                                               | 아키타현 | 오다테시     |
| 오기타           | 扇田       | 6.5       | 98.6      |                                                               | 아키타현 | 오다테시     |
| 히가시오다테     | 東大館     | 4.7       | 103.3     |                                                               | 아키타현 | 오다테시     |
| 오다테           | 大館       | 3.6       | 106.9     | 동일본 여객철도 오우 본선                                     | 아키타현 | 오다테시     |